# Осипенко Максим Олександрович
Максим Олександрович Осипенко (рос. Макси́м Алекса́ндрович Осипе́нко, нар. 16 травня 1994, Омськ, Росія) — російський футболіст, центральний захисник клубу «Ростов» та національної збірної Росії.

## Ігрова кар'єра

### Клубна
Максим Осипенко є вихованцем омського футболу. У складі місцевого клубу «Нафтовик» у 2013 році вигравав першість країни серед юнаків 1994 року народження. Після цього перебрався у кращий клуб свого регіону - «Іртиш», з яким грав у Другій лізі.
На початку 2016 року Осипенко перейшов у клуб ФНЛ «Факел» з Воронежу. Визнавався кращим гравцем клубу у сезоні. У 2017 році разом з «Факелом» вигравав Кубок ФНЛ. У послугах гравця виявляли зацікавленість ряд російських клубів. Серед яких було московське «Динамо».
У 2019 році Осипенко перейшов до складу «Тамбов», з яким дебютував у матчах РПЛ.
Взимку 2020 року Осипенко підписав контракт на 4,5 роки з клубом РПЛ «Ростов». Своєю грою заслужив посаду капітана команди.

### Збірна
У серпні 2021 року колишній тренер «Ростова» Валерій Карпін викликав Максима Осипенко до лав національної збірної Росії. Першу гру у збірній Осипенко провів 7 вересня 2021 року проти команди Мальти.